# Ofensiva de Belgrado
A Ofensiva de Belgrado ou Operação Ofensiva Estratégica de Belgrado (em servo-croata: Beogradska operacija, Београдска операција; em russo:  Белградская стратегическая наступательная операция, Belgradskaya strategicheskaya nastupatel'naya operatsiya) (14 de setembro de 1944 – 24 de novembro de 1944) foi uma operação militar Aliada para retomar a cidade de Belgrado, em território sérvio, que estava nas mãos da Wehrmacht (o exército da Alemanha Nazista), durante a Segunda Guerra Mundial. A ofensiva foi um esforço conjunto do Exército Vermelho soviético, partisans iugoslavos e militares búlgaros. As forças soviéticas e as milícias locais organizaram suas ações de forma separada e com pouca cooperação e lançaram seus ataques de forma lenta, minando o poderio alemão lentamente.
Quando o ataque começou de fato, cooperação entre o comando das milícias iugoslavas e das tropas soviéticas foi aumentando. Do outro lado, o grosso das tropas do Eixo era formado por recrutas do governo fantoche sérvio.
O principal objetivo da ofensiva de Belgrado era destruir o poderio alemão na Sérvia e expulsa-los da região, tomando a cidade e estabelecendo uma boa posição estratégica nos Bálcãs, ao mesmo tempo que cortava as linhas de comunicação alemãs entre a Grécia e a Hungria. A linha de frente soviética era formada pelo 3º Corpo do Exército da frente ucraniana, em coordenação com dois exércitos de partisans iugoslavos. Simultaneamente, reforços iugoslavos, búlgaros e soviéticos vinham para pressionar os alemães pelo sul.
Belgrado caiu em 20 de outubro de 1944, após menos de um mês de lutas. Combates para limpar os alemães das regiões adjacentes continuaram até o final de novembro.

## Fotos

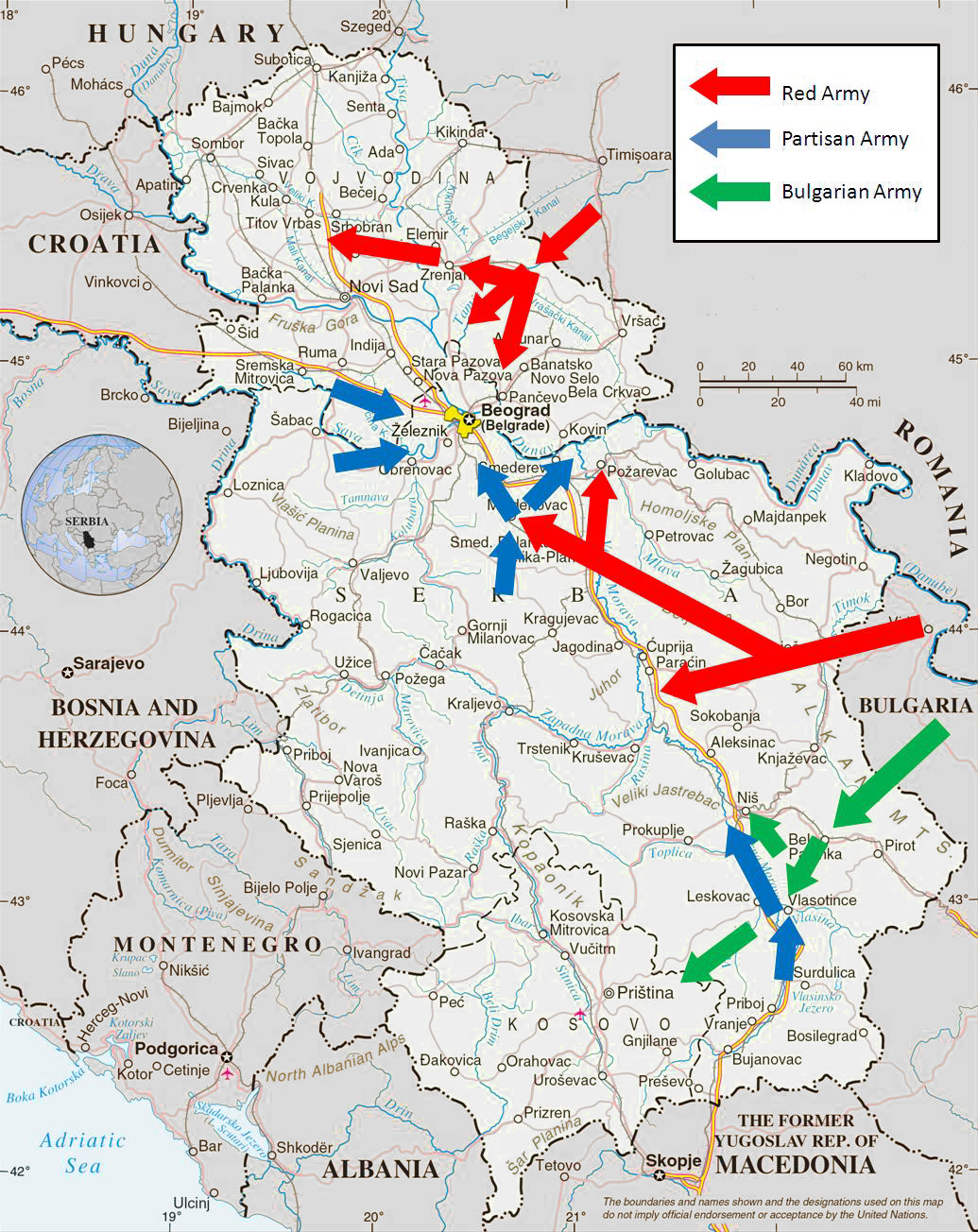
Mapa da Iugoslávia detalhando a ofensiva contra Belgrado.
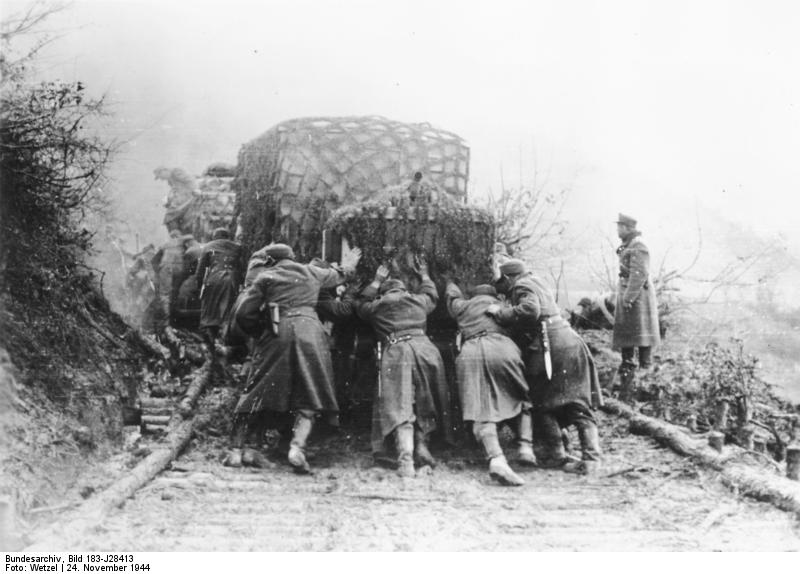
Soldados alemães preparando as defesas.
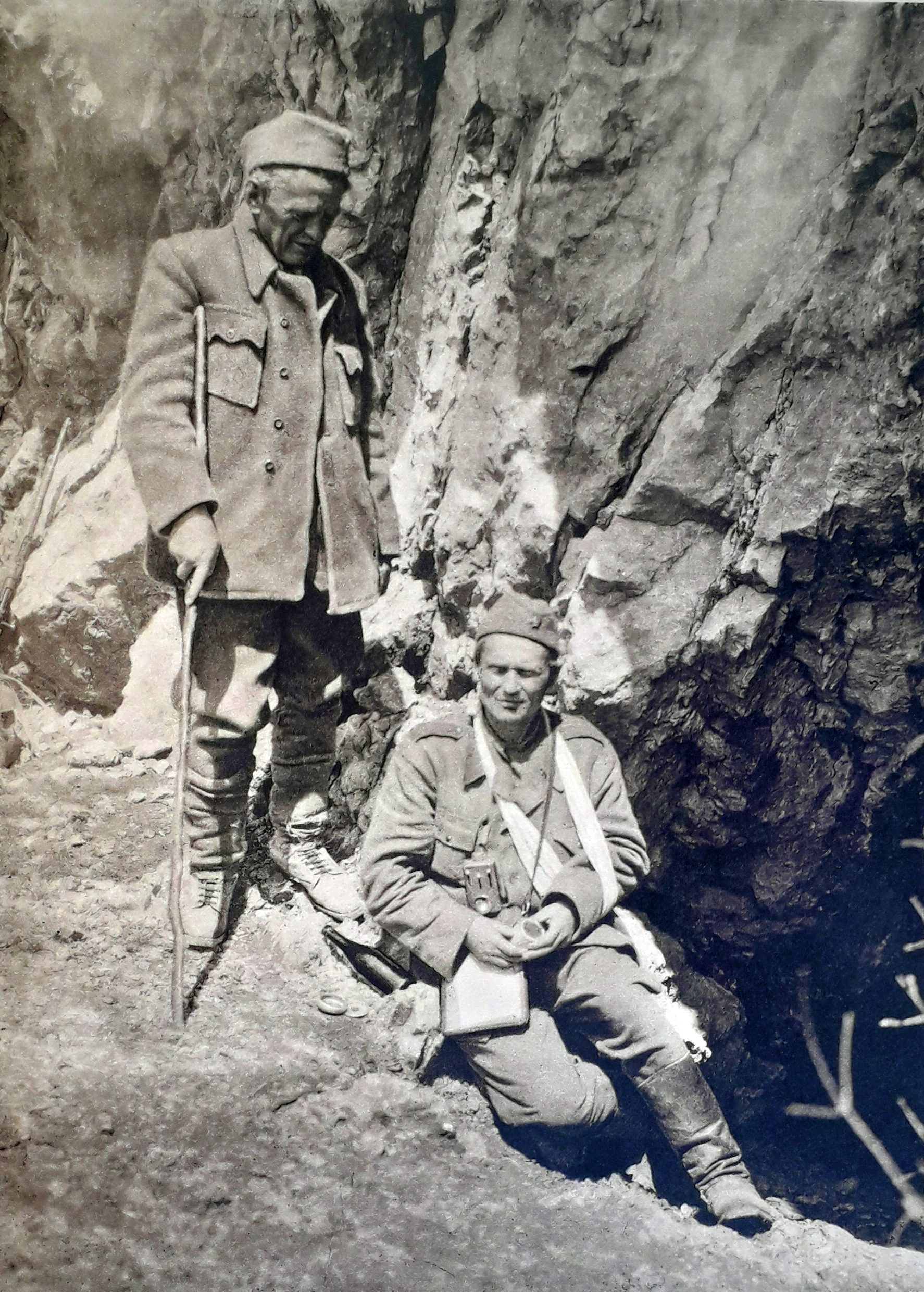
Tito (sentado), um dos principais líderes partisans na Frente Iugoslava.